# Roza Eskenazi
Roza Eskenazi ( em grego: Ρόζα Εσκενάζυ; ca. 1890 - 2 de dezembro de 1980) foi uma famosa cantora grega de "Rembetikó" e música tradicional grega de Ásia Menor, cujas gravações e sua carreira se estenderam desde final da década de 1920 até bem entrada a década de 1970.

## Infância
Seu verdadeiro nome foi Sara Skinazi, filha de uma pobre família judia sefardita em Istambul. Ao longo de sua carreira, ela ocultou sua verdadeira data de nascimento, e afirmou ter nascido em 1910. Aliás, ela era pelo menos uma década maior, e nasceu provavelmente entre os anos 1895 e 1897.
Seu pai, Avram Skinazi, era um vendedor de têxteis. Além de Roza, ele e sua esposa Flora tiveram dois filhos, Nisim, o maior, e Sami.
Pouco depois do giro do século, a família Skinazi transladou-se a Salónica, então ainda baixo o domínio otomano. A cidade teve por aquele então uma expansão económica rápida, com um crescimento de sua população de um 70 por cento entre 1870 e 1917. Avram Skinazi encontrou trabalho numa fábrica de processamento de algodão, e teve vários trabalhos para melhorar a situação financeira de sua família. Nesse momento, confiou à jovem Sara a uma rapariga vizinha, que ensinava a vários meninos da localidade leitura e escritura básicas. Estas sessões conformaram sua educação formal.
Durante algum tempo, Sara, seus irmãos e sua mãe viveram nas cercanias de Komotini, uma cidade que nesse momento, ainda tinha uma considerável população de fala turca. A mãe de Roza encontrou ali trabalho como empregada doméstica para uma família adinerada, e Roza ajudava com as tarefas domésticas.
Um dia, os proprietários turcos de uma taberna local escutaram cantar a Sara. Eles ficaram cautivados por sua voz, e de imediato saíram à porta para lhes expressar seu desejo de contratar a jovem para cantar na taberna. A mãe de Sara enfureceu-se ante a possibilidade de que sua filha -ou qualquer outro membro de sua família- se converta num "artista". Anos mais tarde, numa entrevista, Roza admitiu que sua estadía em Komotini foi determinante em sua vida. Foi ali, disse ela, que decidiu se converter em cantora e bailarina.

## Começos da carreira
Sarah não ia realizar este sonho até seu regresso a Salónica. Nesse momento, a família tinha alugado um apartamento cerca do Teatro Grand Hotel da cidade, e vários dos vizinhos representaram ali. Diariamente, Sara ajudava a dois dos dançarinos a levar seus trajes ao teatro, com a esperança de aparecer algum dia no palco junto a eles. Foi ali que ela finalmente começou sua carreira como bailarina.
Sendo ainda uma adolescente, Sara Skinazi se apaixonou de Yiannis Zardinidis, um homem rico de uma das famílias mais prominentes de Capadocia. A família Zardinidis não aprovou a relação, considerando que ela carecia de boa moral. No entanto, os dois se fugaron ao redor de 1913, e Sara mudou seu nome pelo de Roza, o nome com o que foi conhecida durante toda sua carreira.
Zardinidis morreu, em circunstâncias desconhecidas, ao redor do ano 1917, deixando a Roza com um menino pequeno, Paraschos. Ao dar-se conta de que não podia manter sua carreira como intérprete e ao mesmo tempo criar a um menino, ela deixou o menino na guardería Agios Taksiarchis na cidade de Ksanthi. A família do pai do menino acedeu a ajudar a manter ao menino ali, e Paraschos Zardinidis eventualmente cresceu e foi um oficial de alto nível na Força Aérea Grega. Não foi até anos mais tarde que finalmente se reuniu com sua mãe, após a encontrar em Atenas em 1935.

## Atenas
Roza mudou-se para Atenas pouco depois da morte de Zardinidis, para continuar sua carreira musical. Ela rapidamente se uniu a dois artistas de cabaret armênios, Seramous e Zabel, que ao parecer gostavam dela porque podiam falar com ela em turco, e porque demonstrou talento como cantora. Conquanto continuou actuando como bailarina, Roza também começou a cantar para os clientes do clube em grego, turco e armênio. Foi lá que ela foi "descoberta" pelo conhecido compositor e empresário Panagiotis Toundas no final de 1920. Toundas imediatamente reconheceu seu talento e apresentou-la a Vassilis Toumbakaris de Columbia Records.

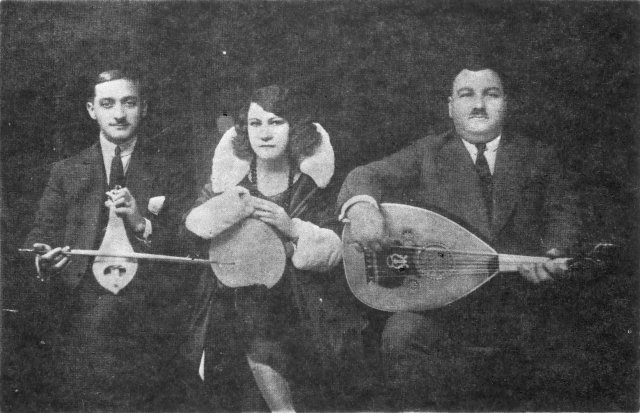
K. Lambros, R. Eskenazi, A. Tomboulis (Atenas, c. 1930)

As duas primeiras gravações de Roza para Columbia, Kalamatiano Mandili e Koftin Eleni Tin Elia (c. 1928) marcaram o começo de uma carreira discográfica que seguiria quase sem interrupção até a década de 1970. Em meados da década de 1930, já tinha gravado mais de 300 canções para eles, e se tinha convertido numa de suas estrelas mais populares. Algumas das canções foram de música folclórica, especialmente de Grécia e Esmirna (Izmir) em Turquia. Sua contribuição mais importante à música local, no entanto, foram suas gravações de Rebetiko e sobretudo da escola de Esmirna. Ela foi, quase solitariamente, em pos do avanço da música na cultura popular, e ainda hoje em dia seu som único segue sendo identificado com o género. Ela cantou em grego, turco, armênio, árabe, iídiche, Ladino e italiano, escrevendo suas próprias composições.
Pouco depois que começou a gravar, Roza também actuou todas as noites na danceteria "Taygetos" em Atenas. Figuraram no palco com ela Toundas, o violinista Salonikios, e o tocador de laúd Agapios Tomboulis. Eskenazi, no entanto, foi a estrela do espectáculo, ganhando uma cifra sem precedentes  para o momento, 200 dracmas por noite. Mais tarde, ela confessou a seu biógrafo Kostas Hatzidoulis que deveria ter sido bem mais rica só pelos rendimentos do espectáculo, mas que ela tinha uma debilidade pelas jóias caras e gastou muitos de seus rendimentos nelas.

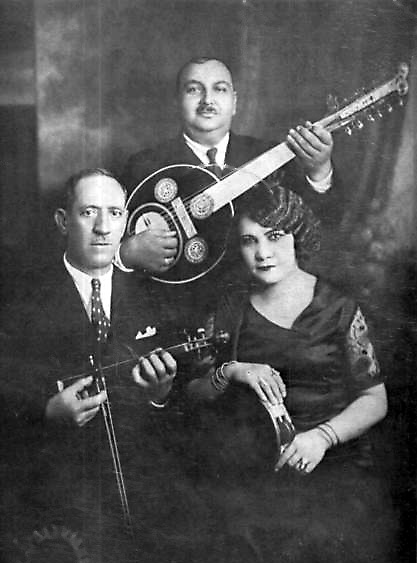
D. Semsis, A. Tomboulis, R. Eskenazi (Atenas, 1932)

À medida que sua carreira floresceu, Eskenazi assinou um contrato exclusivo com Columbia Records, ao redor dos anos 1931 ou 1932. De acordo com os termos de seu contrato, ela gravaria pelo menos 40 canções ao ano e receberia um 5 por cento pela cada um de seus discos que vendesse. Nesse momento, ela era a única artista feminina da região que tinha um acordo de royalties com as companhias discográficas.

## Carreira internacional
Em pouco tempo, sua carreira estendeu-se para além dos limites políticos de Grécia à diáspora grega. Junto com Tomboulis, ela viajou a Egito, Albânia e Sérvia, recebendo uma cálida recepção não só dos locais das comunidades gregas, mas também das comunidades turcas. Sua música sua música era apimentada com um pouco de indecência, e uma de suas canções, Πρέζα όταν Πιείς ("Quando você usa cheiro"), foi censurada pelo ditador grego Ioannis Metaxas. Como resultado de sua decisão, muitos outros artistas tradicionais de rebético foram marginados, ainda que as novas tendências no género, dirigido por Vassilis Tsitsanis, foram ganhando terreno.

## Segunda Guerra Mundial
Em pouco tempo, no entanto, a própria independência de Grécia seria um desafio. Em 1940, Itália invadiu Grécia, e em 1941 o exército alemão ocupou o país. Apesar do regime repressivo, Roza continuou tocando, e em 1942, ela inclusive abriu seu próprio clube nocturno, "Krystal", junto com Paraschos, seu filho, com quem já se tinha reunido. Apesar de que era judia, tinha arranjado para obter um certificado de baptismo falso, ainda que sua segurança estava garantida também por uma relação que teve com um oficial alemão.
Eskenazi utilizou sua posição privilegiada para apoiar à resistência local, e escondeu combatentes da resistência e agentes ingleses em sua casa. Ela também foi capaz de resgatar a judeus em Atenas e Salónica. Entre os que ela salvou da deportação a Auschwitz estava sua própria família. Em 1943, a trama descobriu-se, e Eskenazi foi presa. Passou três meses em cárcere até que, pelos esforços de seu amante alemão e seu filho conseguiu ficar em liberdade. Passou o resto da guerra na clandestinidade, temendo ser presa novamente.

## Nos anos da posguerra
Em decorrência de sua longa carreira, Roza desenvolveu boas relações não só com Vassilis Toumbakaris de Columbia Records , mas também com Minos Matsas, que tinha fundado recentemente Odeon/Parlophone. Isto permitiu promover as carreiras de muitos outros artistas gregos, incluindo Marika Ninou e Stella Haskil. Ela introduziu os artistas novos no sindicato de músicos "Allilovoithia", e em pouco tempo já estavam a gravar com Vassilis Tsitsanis.
Após a guerra, em 1949, Roza regressou a Patras para obter um  novo cartão de identidade. Ela deu uns poucos concertos também, mas o verdadeiro momento decisivo em sua vida foi quando conheceu a Christos Philipakopoulos, um jovem oficial de polícia quase trinta anos menor que ela. Apesar da diferença de idade, os dois se apaixonaram. Foi uma relação que duraria, numa ou outra forma, para o resto da vida de Roza.
Ainda que Roza tinha realizado giras nos Bálcãs, não foi até 1952 que fez sua primeira gira pelos Estados Unidos para se apresentar ante as diásporas grega e turca lá. A viagem foi patrocinada pelo Bar e Restaurante Partenón em Nova Iorque e estendeu-se por vários meses.
Esta foi a primeira das várias giras musicais no estrangeiro. Em 1955, o empresário albanês Ayden Leskoviku, da Balkans Record Company, convidou-a a interpretar e gravar em Estambul, a cidade onde nasceu. Com o tempo, ela gravou ao redor de quarenta canções para Leskoviku, e recebeu para perto de US$ 5.000 por elas. Ainda que tratava-se de uma soma relativamente insignificante, mais tarde afirmou que ganhava muito mais  cantando ao vivo, onde também recebeu dicas  dez vezes essa quantidade.
Pouco depois de Estambul, embarcou-se em dois giras mais pelos Estados Unidos, e actuou em Nova Iorque, Detroit e Chicago. O 5 de julho de 1958, durante sua segunda viagem aos EE.UU., casou-se com Frank Alexander. O casamento parece ter-se consumado só por conveniência. Isto era necessário para ela obter uma visto de trabalho nos EE.UU. No entanto, Eskenazi apaixonou-se de América e teria emigrado ali se não fora por seu outro amor, Christos Philipokopoulos. Voltou a Atenas em 1959 para poder estar com ele. Ela comprou para eles dois uma grande casa em Kipoupoli com o dinheiro que ganhou nos Estados Unidos, assim como dois camiões e alguns cavalos. Ela e Philipakopoulos viveriam nessa casa para o resto de suas vidas.

## Decadência e resurgimiento
Eskenazi tinha uns sessenta anos, e a cena musical em Grécia tinha mudado consideravelmente desde que começou sua carreira quatro décadas dantes. Smyrneiko (a música de Esmirna) e Rebético tinham diminuído em popularidade, e ela, assim como outros maestros do género, foram relegados a aparecimentos ocasionais em festivais de vilas pequenas e outros pequenos eventos. Ainda que gravou algumas canções nos anos seguintes, e foram sucessos bem conhecidos, estas só foram gravadas nas companhias discográficas de menor importância em Atenas.
Foi só no final de 1960 que teve verdadeiro interesse renovado em seu trabalho anterior. RCA gravou dois discos de 45rpm com quatro de suas canções (incluindo Sabah Amanes) com o violinista Dimitris Manisalis, mas o lançamento foi limitado. Tudo isto mudou, no entanto, nos últimos dias da ditadura militar a princípios de 1970. De repente, os jovens do país desenvolveram um renovado interesse pelos temas urbanos do passado, e várias recopilaciones importantes foram lançadas. Uma das mais conhecidas foi "Rebetiki Istoria", uma colecção de seis gravações de música Rebético, que vendeu centos de milhares de cópias. Após mais de uma década em que foi o centro de atenção, Roza Eskenazi, agora a seus setenta anos, era uma estrela novamente.
O que determinou a esta década, aparte de sua carreira anterior, foi o aparecimento da televisão. Roza adaptou-se rapidamente ao novo médio e apareceu numa série de espectáculos. Em 1973, sua vida foi documentada no cortometraje "Para Bouzouki", (dirigido por Vassilis Maros) e em 1976 ela fez um especial de televisão com Haris Alexiou, que incluiu entrevistas e canções, como assim também um par de outros aparecimentos. Durante esse tempo, no entanto, Roza nunca abandonou suas raízes nos clubes nocturnos do país, e ela fez um programa semanal ao vivo em Themelio, um clube nocturno em Plaka.
Como uma das poucas cantoras do Rebético ainda activas nesse momento, os artistas e musicólogos começaram a estudar seu estilo, que se considerava o único "autêntico". Isto teve um impacto duradouro numa nova geração de artistas como Haris Alexiou (com quem ela apareceu na televisão) e Glykeria. A tragédia foi que enquanto os músicos e académicos estavam intrigados por suas habilidades, bem como por seu conhecimento sobre um mundo musical perdido, o público em general foi menos entusiasta, e a considerava mais bem uma curiosidade. No entanto, ela seguiu actuando, dando seu último concerto em setembro de 1977, na cidade de Patras. Admiradores de todas as idades vieram à ver cantar e dançar e se fazer uma ideia da música do passado.

## Últimos dias
Eskenazi passou seus últimos anos em sua casa em Kipoupoli, junto com Christos Philipakopoulos. Após dois anos, começou a mostrar sintomas da doença Alzheimer, e em algumas ocasiões não soube voltar a sua casa. No verão de 1980, escorregou-se em sua casa e rompeu-se a cadera. Por este motivo esteve internada três meses no
hospital, com Christos constantemente a seu lado, atendendo a suas necessidades. Regressou por pouco tempo a casa, mas cedo voltou a uma clínica privada devido a uma infecção. Ela morreu o 2 de dezembro de 1980.
Roza Eskenazi foi enterrada numa tumba sem nome na aldeia de Stomyo em Korynthia. Em 2008, o Comité Cultural da aldeia arrecadou dinheiro suficiente para erigir uma lápida pequena, com a inscrição: "Roza Eskenazi, Artista."

## Biografias
Em 1982, dois anos após sua morte, Kostas Hatzidoulis publicou um breve livro de memórias titulado Αυτά που Θυμάμαι ("As coisas que recordo"), baseado em entrevistas que Eskenazi deu em sua vida. Incluído no livro há uma vasta colecção de fotografias, especialmente dos primeiros anos de sua carreira artística.
Em 2008, o cineasta Roy Sher de Produções Sher começou a trabalhar num documentário musical chamado "My Sweet Canary", baseado na vida e a carreira de Roza Eskenazi. O filme, uma coproducción internacional, segue o percurso de três jovens músicos de Grécia, Turquia e Israel, que embarcam numa viagem em procura dos mais conhecidos e queridos artistas gregos de Rebético. O filme, My Sweet Canary, com a participação de Yasmin Levy, Tomer Katz, Mehtab Demir e Martha Demetri-Lewis, foi lançado na primavera de 2011.